# Sonia e le Sorelle
A Sonia e le Sorelle egy csak lányokból álló, olaszországi együttes volt az 1960-as években, amely elsősorban dallamos beat- és hully-gully stílusú számokkal vált ismertté, de gyakran bekategorizálják az együttest a yé-yé irányzat olaszországi képviselői közé is.

## Története
Az együttest egy pratói művészcsalád három lánygyermeke – Sonia Natali (1951. augusztus 17.– ), valamint két testvére, Nadia Natali és Luana Natali – hozta létre 1964-ben, első kislemezüket a Festival delle Rose nevű, elsőként éppen ugyanabban az évben megszervezett római dalfesztivál keretében mutatták be; a címadó dal, a Se mi lascio baciar hully-gully ritmikán alapuló Nicola Salerno-szerzemény volt.
1965-ben két dallal léptek fel a fesztiválon (La ragazza può fare, No, ragazzo no), majd 1966-ban ugyancsak részt vettek, ez utóbbi évben előadott daluk azonban éles vitákat váltott ki: az Un riparo per noi a The Troggs nevű brit együttes With Girl Like You című számának feldolgozása volt, melynek olasz szövege azonban erősen eltávolodott az eredetitől, a kor aktuálpolitikai közbeszédje irányába. A dal olasz verziójában atomfenyegetettségről, radioaktív esőről énekeltek és más olyan motívumokról, amik azonban az években leginkább Bob Dylan számaiban bukkantak fel. A kislemezt, amely ezt a számot is tartalmazta, sebtében visszavonták a piacról, így a korong hamarosan kultikus tárggyá vált a gyűjtők köreiben.
Az 1967-es évben megindult az együttes feloszlása: Sonia apránként szólókarriert kezdett kiépíteni, bár a későbbiekben is gyakran kísérték a nővérei is. Rajta kívül Luana Natali is zenei pályán helyezkedett el, de ő mint zenetanár vállalt állást Pontassieve településen, ahol éneket, kóruséneklést és zongorát tanított; később zeneterápiával is foglalkozott.

## Jelentősebb fellépéseik
- Festival delle Rose 1964: Se mi lascio baciare
- Festival delle Rose 1965: La ragazza può fare, No, ragazzo no
- Festival delle Rose 1966: Un riparo per noi
- Cantagiro 1966: Lo faccio per amore
- La fiera dei sogni (televíziós show-műsor) – Mike Bongiornóval együtt

## Diszkográfia

### Kislemezek
- 1964: Se mi lascio baciar/Non ti accorgi di me (La voce del padrone, MQ 1906)
- 1964: Non sei più niente per me/Bianco, rosso, giallo, rosa (La voce del padrone, MQ 1941)
- 1965: Sulla sabbia c'era lei/Tutto quello che piace a me (La voce del padrone, MQ 1973)
- 1965: La ragazza può fare/No, ragazzo, no (La voce del padrone, MQ 2000)
- 1966: Lo faccio per amore/Un colpo di sole (La voce del padrone, MQ 2036)
- 1966: Un riparo per noi/Lo faccio per amore (La voce del padrone, MQ 2062)
- 1968: Salomone pirata pacioccone/Geo e Gea (La voce del padrone, MQ 2118; Le Sorelle néven)
- 1968: Olivella e Mariarosa/Giro girotondo (La voce del padrone, MQ 2150; Le Sorelle néven)

## Külső hivatkozások
- Gino Castaldo (szerk.): Dizionario della canzone italiana, (1990) – Sonia szócikke a 602. oldalon (szerző: Enzo Giannelli)

## Fordítás
Ez a szócikk részben vagy egészben  a   Sonia e le Sorelle című olasz Wikipédia-szócikk fordításán alapul.  Az eredeti cikk szerkesztőit annak laptörténete sorolja fel. Ez a jelzés csupán a megfogalmazás eredetét és a szerzői jogokat jelzi, nem szolgál a cikkben szereplő információk forrásmegjelöléseként.